# Борогідрид натрію
Борогідри́д на́трію, те́трагі́дробора́т на́трію — це неорганічна сполука з хімічною формулою NaBH4. За нормальних умов це безбарвні кристали, які добре розчиняються у воді і полярних органічних розчинниках. Натрію борогідрид широко використовується у лабораторному органічному синтезі та промисловості як відновлюючий агент.
Борогідрид натрію був відкритий в 1940-их роках Германном Шлезінгером, котрий в той час очолював роботу лабораторії, яка розробляла борогідриди металів для воєнних цілей. Результати роботи цієї лабораторії були опубліковані лише в 1953 році.

## Отримання
Борогідрид натрію можна отримати кількома способами:
- метод, відкритий Шлесінгером — реакція гідриду натрію та триметоксибору:

{\displaystyle \mathrm {B(OCH_{3})_{3}+4NaH\ \rightarrow NaBH_{4}+3NaOCH_{3}\!} }
- нагріванням суміші натрію (або гідриду натрію) та оксиду бору:

{\displaystyle \mathrm {Na+B_{2}O_{3}+7H_{2}\ \rightarrow 2Na[BH_{4}]+3H_{2}O\!} }
{\displaystyle \mathrm {2NaH+2B_{2}O_{3}\ \rightarrow Na[BH_{4}]+3NaBO_{2}\!} }
- при взаємодії гідриду натрію та диборану:

{\displaystyle \mathrm {2NaH+B_{2}H_{6}\ \rightarrow 2Na[BH_{4}]\!} }

## Хімічні властивості
Борогідрид натрію розкладається під дією води та розчинів кислот:
{\displaystyle \mathrm {Na[BH_{4}]+4H_{2}O\ \rightarrow NaOH+H_{3}BO_{3}+4H_{2}\!} }
{\displaystyle \mathrm {Na[BH_{4}]+HCl+3H_{2}O\ \rightarrow NaCl+H_{3}BO_{3}+4H_{2}\!} }
{\displaystyle \mathrm {2Na[BH_{4}]+2HCl\ {\xrightarrow {100^{o}C}}2NaCl+B_{2}H_{6}+2H_{2}\!} }
На повітрі борогідрид окиснюється:
{\displaystyle \mathrm {Na[BH_{4}]+2O_{2}\ \rightarrow NaBO_{2}+2H_{2}O\!} }

### Нуклеофільні властивості
NaBH4 проявляє сильні відновні властивості, він може відновлювати кетони, альдегіди, хлорангідриди карбонових кислот, тіоестери та іміни, а також подвійний зв'язок в 1,2-заміщених нітроетиленах з отриманням як продукту реакції 1,2-заміщених нітроалканів (в основному синтез проводять в спиртовому середовищі).
В борогідридному аніоні σ-зв'язок В-Н є нуклеофільним, оскільки електрони цього зв'язку займають HOMO. Найнижчою незаповненою молекулярною орбіталлю (LUMO) електрофіла (карбонільної сполуки) є π*-орбіталь подвійного С=О зв'язку. Тому пара електронів зв'язку В-Н атакує π*-орбіталь карбонільної сполуки розриваючи π-зв'язок С=О. У результаті утворюється інтермедіат оксианіон. Оскільки реакція в основному проводиться у воді, оксіаніон протонується через трансфер протона з утворенням гідроксильного замісника.

## Застосування
Борогідрид натрію широко використовується у лабораторному органічному синтезі та хімічній промисловості як відновлюючий агент.